# Phanerozoikum
| Äon                                     | Ära                                       | Periode    | ≈ Alter (mya) |
| --------------------------------------- | ----------------------------------------- | ---------- | ------------- |
| P h a n e r o z o i k u m Dauer: 541 Ma | Känozoikum Erdneuzeit Dauer: 66 Ma        | Quartär    | 0 ⬍ 2,588     |
| P h a n e r o z o i k u m Dauer: 541 Ma | Känozoikum Erdneuzeit Dauer: 66 Ma        | Neogen     | 2,588 ⬍ 23,03 |
| P h a n e r o z o i k u m Dauer: 541 Ma | Känozoikum Erdneuzeit Dauer: 66 Ma        | Paläogen   | 23,03 ⬍ 66    |
| P h a n e r o z o i k u m Dauer: 541 Ma | Mesozoikum Erdmittelalter Dauer: 185,9 Ma | Kreide     | 66 ⬍ 145      |
| P h a n e r o z o i k u m Dauer: 541 Ma | Mesozoikum Erdmittelalter Dauer: 185,9 Ma | Jura       | 145 ⬍ 201,3   |
| P h a n e r o z o i k u m Dauer: 541 Ma | Mesozoikum Erdmittelalter Dauer: 185,9 Ma | Trias      | 201,3 ⬍ 251,9 |
| P h a n e r o z o i k u m Dauer: 541 Ma | Paläozoikum Erdaltertum Dauer: 289,1 Ma   | Perm       | 251,9 ⬍ 298,9 |
| P h a n e r o z o i k u m Dauer: 541 Ma | Paläozoikum Erdaltertum Dauer: 289,1 Ma   | Karbon     | 298,9 ⬍ 358,9 |
| P h a n e r o z o i k u m Dauer: 541 Ma | Paläozoikum Erdaltertum Dauer: 289,1 Ma   | Devon      | 358,9 ⬍ 419,2 |
| P h a n e r o z o i k u m Dauer: 541 Ma | Paläozoikum Erdaltertum Dauer: 289,1 Ma   | Silur      | 419,2 ⬍ 443,4 |
| P h a n e r o z o i k u m Dauer: 541 Ma | Paläozoikum Erdaltertum Dauer: 289,1 Ma   | Ordovizium | 443,4 ⬍ 485,4 |
| P h a n e r o z o i k u m Dauer: 541 Ma | Paläozoikum Erdaltertum Dauer: 289,1 Ma   | Kambrium   | 485,4 ⬍ 541   |
| früher                                  | früher                                    | früher     | älter         |

Das Phanerozoikum (altgriechisch φανερός phanerós „sichtbar“, ζῷον zôon „Lebewesen“, damit in etwa übersetzbar als „Zeitalter des sichtbaren Lebens“) ist das jüngste Äon bzw. Äonothem in der Geologischen Zeitskala. Es umfasst den Zeitraum von 541 Millionen Jahren vor heute bis zur Gegenwart.
Das Phanerozoikum folgt auf das Proterozoikum, das mit den noch älteren Äonen Archaikum und Hadaikum unter dem Namen Präkambrium zusammengefasst wird. Das Phanerozoikum gliedert sich in drei Ären: Paläozoikum (Erdaltertum), Mesozoikum (Erdmittelalter) und Känozoikum (Erdneuzeit). Im Gegensatz zum Präkambrium erfolgt die Untergliederung des Phanerozoikums und dessen Untereinheiten mit Hilfe des Fossilberichtes (d. h. biostratigraphisch). Die Untergrenzen aller Perioden des Phanerozoikums und nahezu aller deren Epochen sind durch GSSPs definiert.

## Etymologie
Die Bezeichnung Phanerozoikum wurde 1929 vom US-amerikanischen Geologen George Halcott Chadwick im Zusammenhang mit einer von ihm vorgeschlagenen Grobgliederung der geologischen Zeit geprägt. In seinem Vorschlag ging dem Phanerozoikum, dem „Zeitalter des sichtbaren Lebens“, das „Kryptozoikum“, das „Zeitalter des verborgenen Lebens“ voraus. Die Wahl der Bezeichnungen gründete darauf, dass ab dem Kambrium – der ältesten Periode des Paläozoikums – erstmals in großer Anzahl nicht nur im Mikroskop sichtbare Fossilien auftreten. Aus dem „Kryptozoikum“, dem Zeitraum, der heute allgemein Präkambrium genannt wird, sind zwar ebenfalls Fossilien erhalten, diese sind allerdings in der Regel nur mit mikroskopischen Methoden als solche zu erkennen (eine Ausnahme bildet die erst 1959 als spätpräkambrisch erkannte Ediacara-Fauna).

## Gliederung
Das Phanerozoikum gliedert sich grob wie folgt:
- Ära: Känozoikum (66–0 mya)
  - Periode: Quartär (2,588 bis 0 mya)
  - Periode: Neogen (23,03 bis 2,588 mya)
  - Periode: Paläogen (66 bis 23,03 mya)

- Ära: Mesozoikum (251,9 bis 66 mya)
  - Periode: Kreide (145 bis 66 mya)
  - Periode: Jura (201,3 bis 145 mya)
  - Periode: Trias (251,9 bis 201,3 mya)

- Ära: Paläozoikum (541 bis 251,9 mya)
  - Periode: Perm (298,9 bis 251,9 mya)
  - Periode: Karbon (358,9 bis 298,9 mya)
  - Periode: Devon (419,2 bis 358,9 mya)
  - Periode: Silur (443,4 bis 419,2 mya)
  - Periode: Ordovizium (485,4 bis 443,4 mya)
  - Periode: Kambrium (541 bis 485,4 mya)